# Mikael Rørdam
Mikael Rørdam (ur. 7 stycznia 1959 w Kopenhadze) – duński matematyk specjalizujący się w teorii algebra operatorów i jej zastosowaniach.

## Edukacja i kariera
Rørdam uzyskał tytuł magistra na Uniwersytecie Kopenhaskim w 1984 roku. Doktorat zdobył na Uniwersytecie Pensylwanii pod kierunkiem Richarda Kadisona na podstawie pracy pt. The theory of unitary rank and regular approximation. Wiosną 1988 Rørdam był stypendystą na Uniwersytecie w Toronto. Pracował na Uniwersytecie Południowej Danii jako Adjunkt (adiunkt) w latach 1988-1991 oraz jako Lektor (profesor nadzwyczajny) w latach 1991-1997. Następnie był Lektorem na Uniwersytecie Kopenhaskim w latach 1998-2002 oraz profesorem zwyczajnym w latach 2002-2007. Od 2008 roku jest profesorem zwyczajnym na Uniwersytecie Kopenhaskim.
Rørdam został wybrany członkiem Królewskiej Duńskiej Akademii Nauk i Literatury w 2004 roku. Był zaproszonym prelegentem na Międzynarodowym Kongresie Matematycznym w 2006 roku w Madrycie. W latach 2010–2016 był członkiem zarządu Instytutu Mittag-Lefflera.